# Getråsen
Getråsen är en sjö i Ronneby kommun och Tingsryds kommun på gränsen mellan Småland och Blekinge (Älmeboda och Eringsboda socknar) och ingår i Nättrabyån-Ronnebyåns kustområde. Byn Getterås är belägen vid sjöns södra ände. Under 1600-talet kallades sjön "Ubbe siön", efter backen Ubbelid, belägen västerut på gränsen mot Småland. Sjön är 9,9 meter djup, har en yta på 0,487 kvadratkilometer och befinner sig 128,1 meter över havet. Sjön avvattnas av vattendraget Listerbyån. Vid provfiske har abborre, gädda, mört och sarv fångats i sjön.

## Delavrinningsområde
Getråsen ingår i delavrinningsområde (625950-146813) som SMHI kallar för Utloppet av Stensjön. Medelhöjden är 126 meter över havet och ytan är 10,71 kvadratkilometer. Det finns inga avrinningsområden uppströms utan avrinningsområdet är högsta punkten. Avrinningsområdets utflöde Listerbyån mynnar i havet. Avrinningsområdet består mestadels av skog (62 procent) och öppen mark (10 procent). Avrinningsområdet har 1,62 kvadratkilometer vattenytor vilket ger det en sjöprocent på 15,1 procent.